# Chicago White Sox
Los Chicago White Sox (en español, Medias Blancas de Chicago) son un equipo profesional de béisbol de los Estados Unidos con sede en Chicago, Illinois. Compiten en la División Central de la Liga Americana (AL) de las Grandes Ligas de Béisbol (MLB) y juegan sus partidos como locales en el Rate Field, ubicado en el South Side de la ciudad.
La franquicia fue establecida como equipo fundador de la AL en 1901 con el nombre de Chicago White Stockings, aunque posteriormente fue sustituido por su abreviación: White Sox. A lo largo de su historia han ganado tres Series Mundiales: en 1906, 1917 y 2005, además de seis banderines de la Liga Americana y seis títulos de división.
Protagonizaron uno de los episodios más controvertidos de la historia del deporte estadounidense: el Escándalo de los Medias Negras. Ocho jugadores del equipo, entre ellos Shoeless Joe Jackson, fueron expulsados permanentemente de las Grandes Ligas por el gran engaño de la Serie Mundial de 1919. Los involucrados siguen formando parte de la lista de inelegibles para entrar en el Salón de la Fama del Béisbol.

## Historia

### 1901-1917: Primeros años
El origen de los White Sox está en los Sioux City Cornhuskers, un equipo de la Western League. En 1894 Charles Comiskey compró los Cornhuskers y los trasladó a Saint Paul (Minnesota) y se convirtieron en los St. Paul Saints. Seis años después la WL aprobó la recolocación del equipo a Chicago, concretamente en la zona sur. Comiskey rebautizó a su equipo como White Stockings, el nombre original del otro equipo de béisbol de la Ciudad del Viento, los Chicago Cubs. 
En 1901, el primer año de la Liga Americana como liga mayor, los White Stockings obtuvieron el banderín de campeones con un registro de 83 victorias, 53 derrotas y un empate. Su segundo título lo lograron cinco años más tarde con un balance de 93-58-3, tres victorias más que los New York Highlanders. La Serie Mundial enfrentó a los White Sox y a los Cubs en la que es hasta ahora la única eliminatoria final entre los dos equipos de Chicago y la primera entre dos franquicias de una misma ciudad. Los South Siders se llevaron la serie por un global de 4-2. El equipo de 1906 fue conocido como los Hitless Wonders debido a sus bajos porcentajes de bateo.
En 1915 los White Sox contrataron a Pants Rowland como nuevo mánager y reforzaron su plantilla con los fichajes de Eddie Collins y Shoeless Joe Jackson. El equipo ganó veintitrés partidos más que en 1914, pero no fue suficiente para llevarse el título de la AL. Al año siguiente terminaron segundos de liga, solamente por detrás de los Boston Red Sox. Finalmente, en 1917 se proclamaron campeones de la Liga Americana tras alcanzar cien victorias por primera vez en su historia. En las World Series vencieron a los New York Giants y lograron su segundo título mundial.

### 1918-1920: LosBlack Sox

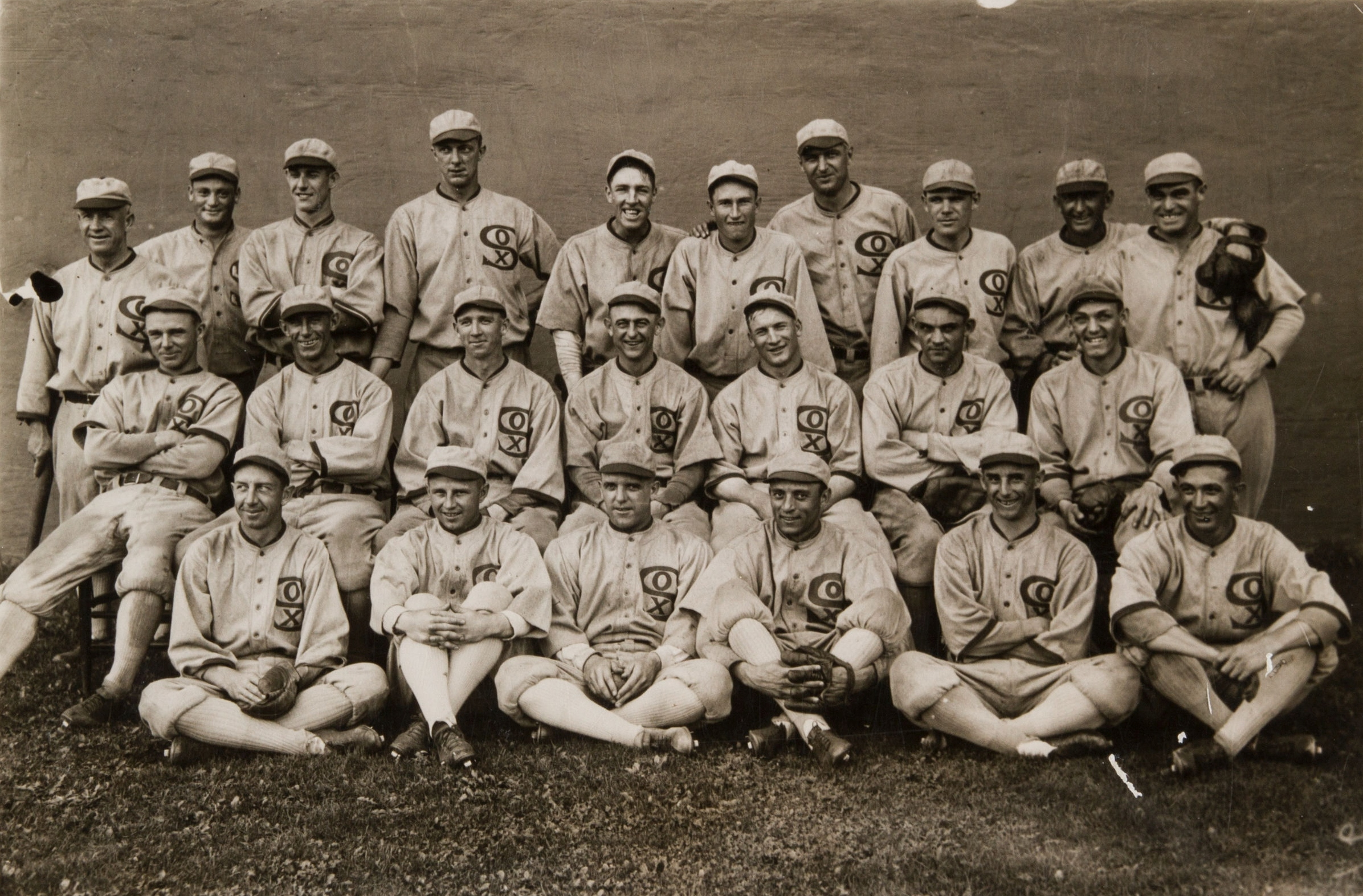
Los Chicago White Sox de 1919. Ocho de sus jugadores fueron acusados amañar la Serie Mundial de ese año.

La de 1918 fue una temporada marcada por la participación de los Estados Unidos en la Primera Guerra Mundial. El calendario fue acortado a 124 encuentros y los White Sox finalizaron antepenúltimos en su liga con un registro de 57-67, únicamente por delante de los Detroit Tigers y los Philadelphia Athletics. Pants Rowland fue despedido al término de la campaña y fue sustituido por Kid Gleason.
Bajo el mando del nuevo mánager, los chicagüenses recuperaron el título de la Liga Americana en 1919 y se clasificaron para la Serie Mundial. Sus rivales eran los Cincinnati Reds y los White Sox, campeones mundiales un par de años antes, partían como favoritos. Sin embargo, los de Ohio dieron la sorpresa y se impusieron en la eliminatoria por 5-3. El pobre rendimiento de algunos jugadores del equipo de Illinois levantó sospechas de que la serie pudo haber sido amañada.
Poco después de la temporada de 1920, en la que los White Sox se quedaron a sólo dos partidos de los campeones de liga, los Cleveland Indians, el Gran Jurado de Chicago inició una investigación sobre lo sucedido en las World Series del año anterior. Ocho jugadores (Chick Gandil, Eddie Cicotte, Lefty Williams, Happy Felsch, Swede Risberg, Fred McMullin, Buck Weaver y Shoeless Joe Jackson) fueron acusados de recibir aproximadamente 100.000 dólares de Arnold Rothstein por dejarse perder en la Serie Mundial. Cicotte confesó los hechos a finales de septiembre. Sin embargo, en julio de 1921 los implicados fueron declarados no culpables. Pero a pesar de la sentencia del jurado, el comisionado de las Grandes Ligas Kenesaw Mountain Landis decidió expulsar a los jugadores del béisbol profesional de por vida.

### 1950-1967: La era Go-Go
De cara a 1957, los Chicago White Sox nombraron a Al López como nuevo mánager. En 1959, cuarenta años después, los White Sox fueron de nuevo campeones de la Liga Americana. En la Serie Mundial fueron derrotados en seis partidos por Los Angeles Dodgers. Los White Sox eran favoritos, por ser uno de los equipos más rápidos en la historia del béisbol, llamados los "Go-Go Sox". Esa velocidad la encabezaba el shortstop venezolano Luis Aparicio con 56 bases robadas. El segunda base Jacob "Nelly" Fox fue el Más Valioso de la Liga Americana por su promedio al bate de .306 y su extraordinaria defensiva. Otros jugadores importantes de los Medias Blancas: Ted Kluszewski, primera base y el cual bateó en ese clásico para .391, el pitcher Early Wynn, además de los lanzadores Bob Shaw, Billy Pierce, Dick Donovan, Turk Lown, Ray Moore, Sherman Lollar, Gerry Staley.

### 1968-1975: Amenaza de recolocación
En 1969 la MLB creó el sistema de divisiones. Los Chicago White Sox quedaron encuadrados en la División Oeste de la Liga Americana junto a California Angels, Kansas City Royals, Minnesota Twins, Oakland Athletics y Seattle Pilots.

### 1990-1999: «Los chicos buenos visten de negro»
La de 1990 fue la última temporada de los White Sox en el viejo Comiskey Park. El último partido en ese estadio tuvo lugar el 30 de septiembre ante los Seattle Mariners y los locales pudieron despedirse con una victoria por 2-1. Ese año el equipo se fue hasta las 94 victorias, pero terminaron segundos de su división a nueve partidos de los Oakland Athletics. En 1991 inauguraron su nuevo estadio, también llamado Comiskey Park. También estrenaron una nueva imagen corporativa con un logo inspirado en el de las gorras del equipo de la primera mitad de la década de 1970 y con el negro como color principal de la franquicia. 
El 7 de abril de 1994, Michael Jordan disputó un partido de exhibición con los White Sox ante los Cubs en Wrigley Field. El exjugador de los Chicago Bulls, retirado del baloncesto desde octubre del año anterior, estaba enrolado en las filas de los Birmingham Barons, club de las Ligas Menores afiliado a los Chicago White Sox. Ese año, el equipo iba 67-46 (líderes de la recién creada AL Central) cuando la huelga de jugadores terminó con la temporada de forma repentina en agosto. 

### 2004-2011: La era Guillén y el fin de la sequía
Jerry Manuel fue reemplazo por Oswaldo Guillén. La primera temporada bajo el mando del mánager venezolano se saldó con tres victorias menos que el año anterior (83-79). En 2005 los White Sox se proclamaron campeones de su división tras lograr un registro de 99 victorias y 63 derrotas. En Playoffs eliminaron a los Boston Red Sox en la ALDS (3-0) y a Los Angeles Angels of Anaheim (4-1) en la ALCS, obteniendo así su primer banderín de la Liga Americana desde 1959. En la Serie Mundial barrieron a los Houston Astros y pusieron fin a ochenta y ocho años de sequía, conocidos popularmente como la Maldición de los Medias Negras. Jermaine Dye fue nombrado MVP de la eliminatoria y Guillén se convirtió en el primer mánager latino campeón de las World Series.
Los años posteriores al título de 2005 no fueron buenos. Tras no clasificarse para la postemporada ni en 2006 ni en 2007, los White Sox se hicieron con su sexto título de división en 2008. Sin embargo, cayeron en cuatro partido ante los Tampa Bay Rays en la ronda divisional. Los White Sox no han vuelto a pisar unos Playoffs desde entonces. La etapa de Guillén como mánager llegó a su fin pocos días antes del término de la temporada de 2011, después de tres años lejos de la lucha por la postemporada y diversos problemas con la directiva de la franquicia.

## Estadio
Los Chicago White Sox han utilizado un total de tres recintos para sus encuentros como locales a lo largo de su historia, todos ellos situados en el South Side de la ciudad.

### Antiguos terrenos de juego

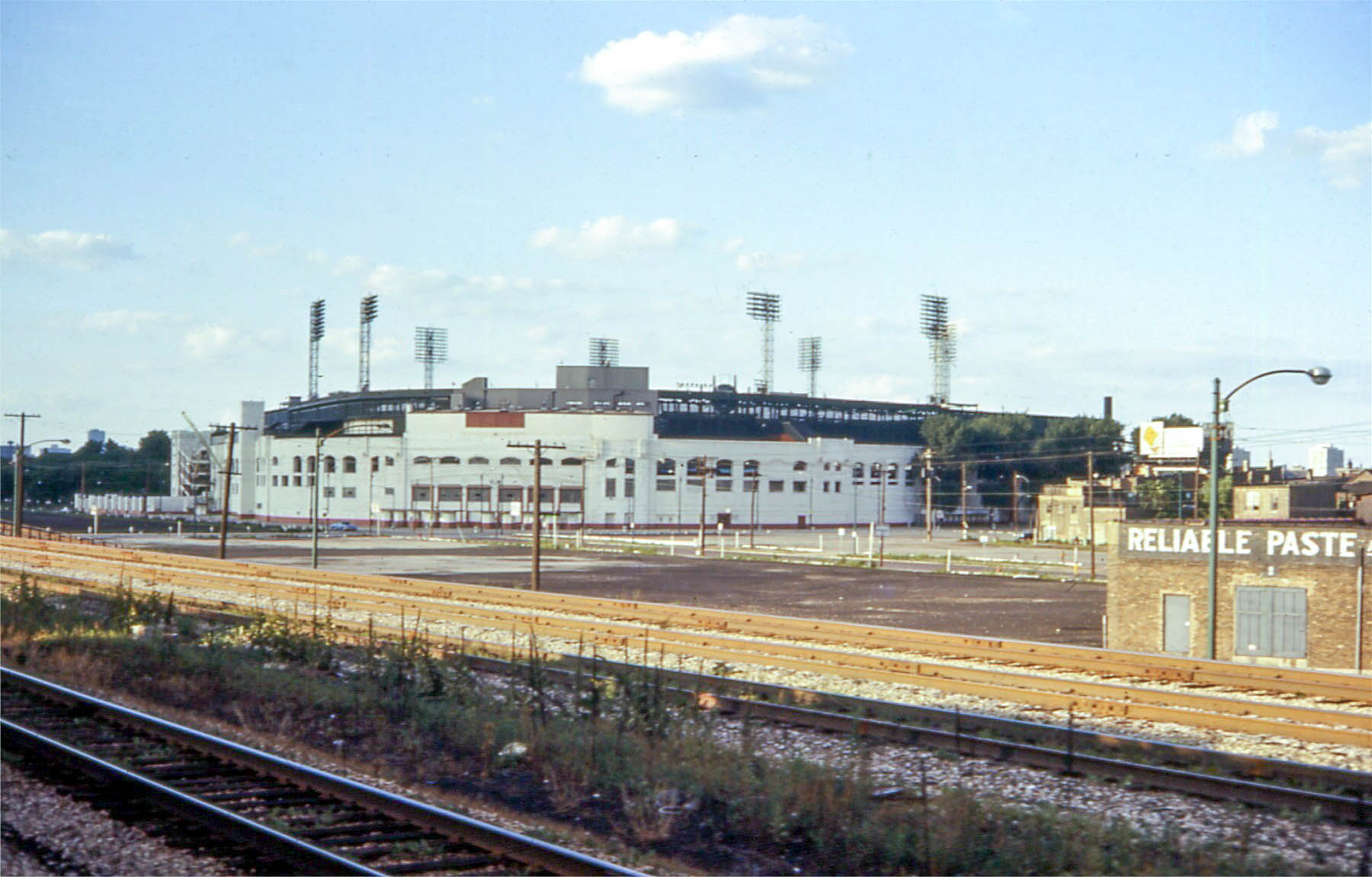
El Comiskey Park fue el estadio de los White Sox entre 1910 y 1990.

- South Side Park (1901-1910). Fue el primer estadio de los White Sox cuando se establecieron en el sur de Chicago. Estaba construido de madera y tenía una capacidad para aproximadamente 15 000 espectadores. En 1906 el equipo ganó su primera Serie Mundial al derrotar a los Chicago Cubs en el sexto partido de la eliminatoria, que se jugó en el South Side Park.
- Comiskey Park (1910-1990). Construido en los terrenos de un antiguo vertedero de la ciudad, el Comiskey Park fue la casa de la franquicia durante ochenta años. El estadio fue inaugurado con el nombre de White Sox Park y tres años más tarde cambió su nombre por el de Comiskey Park en homenaje al entonces dueño del equipo, Charles Comiskey. Recuperó su denominación original en 1962, pero en 1975 volvió a la denominación de Comiskey Park. El recinto fue demolido en 1991. Los Chicago Cardinals de la National Football League jugaron en el Comiskey en tres etapas distintas (1922-1925, 1929-1930 y 1940-1958).

### Guaranteed Rate Field
Los White Sox juegan sus partidos como locales en el Guaranteed Rate Field. El estadio fue inaugurado el 18 de abril de 1991 y cuenta con una capacidad para 40 615 espectadores.

## Jugadores

### Números retirados

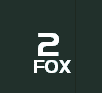
Nellie Fox (2B). 1950-1963. Retirado el 1 de mayo de 1976.
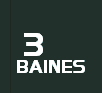
Harold Baines (RF-DH). 1980-1989, 1996-1997, 2000-2001. Retirado el 20 de agosto de 1989.
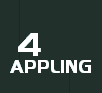
Luke Appling (SS). 1930-1943, 1945-1950. Retirado el 7 de junio de 1975.
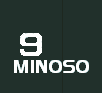
Minnie Miñoso (LF). 1951-1957, 1960-1961. Retirado el 8 de mayo de 1983.
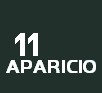
Luis Aparicio (SS). 1956-1962, 1968-1970. Retirado el 14 de agosto de 1984.
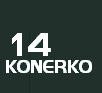
Paul Konerko (1B). 1999-2014. Retirado el 23 de mayo de 2015.
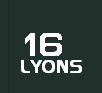
Ted Lyons (P)-Mánager. 1923–1942, 1946-1948. Retirado el 25 de julio de 1987.
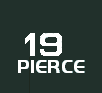
Billy Pierce (P). 1949-1961. Retirado el 25 de julio de 1987.
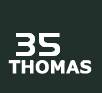
Frank Thomas (1B). 1990-2005. Retirado el 29 de agosto de 2010.
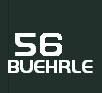
Mark Buehrle (P). 2000-2011. Retirado el 24 de junio de 2017.
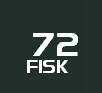
Carlton Fisk (C). 1981-1993. Retirado el 14 de septiembre de 1997.
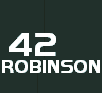
Jackie Robinson (2B). Retirado de toda la MLB el 15 de abril de 1997.

### Miembros del Salón de la Fama del Béisbol
| Chicago White Sox en el Salón de la Fama del Béisbol | Chicago White Sox en el Salón de la Fama del Béisbol | Chicago White Sox en el Salón de la Fama del Béisbol | Chicago White Sox en el Salón de la Fama del Béisbol | Chicago White Sox en el Salón de la Fama del Béisbol |
| Jugadores                                            | Jugadores                                            | Jugadores                                            | Jugadores                                            | Jugadores                                            |
| N.º                                                  | Nombre                                               | Posición                                             | Periodo                                              | Año                                                  |
| ---------------------------------------------------- | ---------------------------------------------------- | ---------------------------------------------------- | ---------------------------------------------------- | ---------------------------------------------------- |
| –                                                    | Eddie Collins                                        | 2B, Mánager                                          | 1915-1926                                            | 1939                                                 |
| –                                                    | Ed Walsh                                             | P, Mánager                                           | 1904-1916, 1924                                      | 1946                                                 |
| 14 16                                                | Ted Lyons                                            | P, Mánager                                           | 1923-1942, 1946-1948                                 | 1955                                                 |
| 4                                                    | Luke Appling                                         | SS                                                   | 1930-1943, 1945-1950                                 | 1964                                                 |
| 18 19                                                | Red Faber                                            | P                                                    | 1914-1933                                            | 1964                                                 |
| 11                                                   | Luis Aparicio                                        | SS                                                   | 1956-1962, 1968-1970                                 | 1984                                                 |
| 41                                                   | Tom Seaver                                           | P                                                    | 1984-1986                                            | 1992                                                 |
| 32                                                   | Steve Carlton                                        | P                                                    | 1986                                                 | 1994                                                 |
| 72                                                   | Carlton Fisk                                         | C                                                    | 1981-1993                                            | 2000                                                 |
| 12                                                   | Roberto Alomar                                       | 2B                                                   | 2003                                                 | 2011                                                 |
| 10                                                   | Ron Santo                                            | 3B                                                   | 1974                                                 | 2012                                                 |
| 35                                                   | Frank Thomas                                         | DH, 1B                                               | 1990-2005                                            | 2014                                                 |
| 17                                                   | Ken Griffey, Jr.                                     | CF                                                   | 2008                                                 | 2016                                                 |
| Ejectutivos                                          |                                                      |                                                      |                                                      |                                                      |
| N.º                                                  | Nombre                                               | Posición                                             | Periodo                                              | Año                                                  |
| –                                                    | Charles Comiskey                                     | Propietario                                          | 1901-1931                                            | 1939                                                 |

## Palmarés
- Serie Mundial (3): 1906, 1917, 2005.´

- Subcampeón Serie Mundial (2): 1919, 1959.

- Banderines de la Liga Americana (6): 1901, 1906, 1917, 1919, 1959, 2005.

- División Central AL (4): 2000, 2005, 2008, 2021.

- División Oeste AL (2): 1983, 1993.